# Марктредвиц
Марктредвиц (нем. Marktredwitz, чеш. Ředvice или Trhová Ředvice, в.-луж. Ředwice) — город и городская община в Германии, районный центр, расположен в земле Бавария. 
Подчинён административному округу Верхняя Франкония. Входит в состав района Вунзидель-им-Фихтельгебирге.  Население составляет 17 253 человека (на 31 декабря 2010 года). Занимает площадь 49,52 км². Официальный код  —  09 479 136.

## История
Первое упоминание города Марктредвиц относится к 1140 году. В то время он назывался Редвиц. 
В августе 1822 г. химическую лабораторию в Марктредвице посетил И.-В. Гёте. 

### Промышленность
Химическая фабрика в Марктредвице, основанная в 1788 году фармацевтом В.К. Фикентшером, является одним из старейших химических предприятий мира и первым в Германии. Первоначально здесь производились соединения ртути, фосфора, кислоты и другие химикаты. В 1889 году фабрику приобрели братья Тропитцш, расширив производство агрохимикатов и ртутных дезинфектантов. С 1950-х годов начался синтез органических пестицидов (ртутьорганических, атразина, линдана и др.). 
В 1885 году рядом был открыт стекольный завод, впоследствии преобразованный в компанию по производству абразивных материалов STELLA Schleifmittelwerk.

## Экология
В начале 1970-х гг. немецкая пресса сообщила о неблагоприятной экологической обстановке в районе химфабрики в Марктредвице (ФРГ). Отмечалось негативное влияние ртути на работников, высокие концентрации металла в сточных водах, реке Кёсайне и её донных отложениях.  В конце 1970-х гг. ситуация характеризовалась в СМИ как "ртутный скандал", "сенсационный/крупный экологический скандал".  Хроническое отравление ртутью привело к проблемам со здоровьем у многих работников фабрики. Уже в 1977 г. обсуждалась санация исторической части города. В начале 1980-х гг. исследования выявили интенсивное загрязнение ртутью и другими веществами зданий, почв и подземных вод в районе фабрики.
В июне 1985 года баварское правительство отозвало лицензию химической фабрики Chemische Fabrik Marktredwitz из-за высокого содержания ртути в сточных водах (до 29 мг/л в реке Кёсайне, до 160 мг/л в сбросном канале и около 200 мг/л в инфильтрационных водах).  Обследования 1986 года подтвердили значительное ртутное загрязнение территории фабрики. В 1988 году власти Баварии приняли решение о полной рекультивации загрязненной зоны. В 1992 году было решено провести санацию соседней фабрики абразивных материалов STELLA Schleifmittelwerk, также загрязненной ртутью, предположительно, из-за деятельности химической фабрики.
Сброс сточных вод химфабрики в Марктредвиц загрязнил ртутью реки Кёсайне, Рёслау, Эгер (приток Эльбы) и водохранилище Скалка (Чехия) на р. Эгер.

### Ремедиация территории
Ремедиация территории бывшего химзавода в Марктредвице (Германия) включала основные и дополнительные мероприятия. Основные работы проводились поэтапно:
Первичные срочные меры (1985-1987 гг.): Расчистка промышленной зоны (сбор мусора, отходов и т.д.). Стоимость: ~4,5 млн. немецких марок.
Дальнейшие срочные меры (1986-1991 гг.): Демонтаж оборудования и загрязненной штукатурки. Стоимость: ~34 млн. марок. Образовалось ~5000 т отходов с высоким содержанием ртути. Отходы с содержанием ртути >50 мг/кг перерабатывались на заводе Харбауэр.
Защита реки Кёсайне (1987-1996 гг.): Создание барьера для изоляции реки от загрязненных грунтовых вод. Стоимость: ~8 млн. марок. Загрязненные грунтовые воды очищались методами осаждения, флокуляции, седиментации, ионного обмена и доочистки активированным углем.  Очистка продолжается.
Оценка загрязнения (1990-1993 гг.):  Оценивалась степень загрязнения строительных конструкций и почвы для выбора способа утилизации (переработка на заводе Харбауэр или захоронение на свалке). Материалы с содержанием ртути >50 мг/кг перерабатывались, с содержанием <50 мг/кг (в отдельных случаях до 100 мг/кг) – захоранивались.
Демонтаж основных конструкций (1993 г.): Отходы разделялись по содержанию ртути (больше или меньше 50 мг/кг). Стоимость: ~24,5 млн. марок.
Выемка грунта (до 4 м): Изъятый материал (250-300 т/день) классифицировался, анализировался на содержание ртути и других загрязнителей, а затем отправлялся на переработку или захоронение. Стоимость: ~76 млн. марок.  Более 100 тыс. т отходов было изъято, из них ~56-57 тыс. т переработано на заводе Харбауэр (1993-1996 гг.), где было получено 30 т металлической ртути.  Для захоронения отходов с содержанием ртути <50 мг/кг (до 100 мг/кг) создана специальная свалка в Вёслау (емкость 145 тыс. м³). Захоронено ~92 тыс. т материала (стоимость захоронения: ~60 марок/т). Грунты с содержанием ртути 10-50 мг/кг использовались для засыпки на свалке. Грунты с содержанием <10 мг/кг использовались для засыпки котлована или захоранивались вместе с переработанным материалом.  Выявленные участки с радиоактивным загрязнением были изолированы и захоронены в калийных шахтах.
Дополнительные мероприятия:
- Санация вокруг завода (~10 млн. марок).
- Санация 34 частных участков с содержанием ртути в почве >33 мг/кг.
- Санация водных объектов (удаление загрязненных донных отложений). Несмотря на работы, в рыбе из рек Кёсайне и Эгер сохраняется повышенное содержание ртути.
- Демонтаж территории "внутреннего города" (1996-1997 гг.). Стоимость: ~28 млн. марок.

Все работы сопровождались экологическим контролем. Установлены контрольные уровни содержания ртути в почве для оценки риска для здоровья. Общая стоимость ремедиации оценивается в 150-175 млн. немецких марок (или 95,1 млн. евро по другим данным). На месте бывшего завода сейчас расположены торговые и досуговые объекты.

## Административное деление города
Марктредвиц разделён на 27 районов:

1. Brand

2. Breitmühle

3. Dörflas

4. Fridau

5. Glashütte

6. Grafenstein

7. Grünitzmühle

8. Haag

9. Haingrün

10. Hammerberg

11. Katharinenhöhe

12. Korbersdorf

13. Leutendorf

14. Lorenzreuth

15. Manzenberg

16. Marktredwitz

17. Meußelsdorf

18. Miedelmühle

19. Neu-Haag

20. Oberredwitz

21. Oberthölau

22. Pfaffenreuth

23. Reutlas

24. Unterthölau

25. Wölsau

26. Wölsauerhammer

27. Ziegelhütte

## Население
По оценке на 31 декабря 2015 года население общины Марктредвиц составляет 17 130 чел. 

| Дата      | 1840 | 1871 | 1900  | 1925  | 1939  | 1950  | 1961  | 1970  | 1987  | 2011  |
| --------- | ---- | ---- | ----- | ----- | ----- | ----- | ----- | ----- | ----- | ----- |
| Население | 5681 | 6158 | 10124 | 14421 | 15748 | 21065 | 20201 | 20236 | 18854 | 17361 |

| Год       | 1960  | 1970  | 1980  | 1990  | 2000  | 2009  | 2010  | 2011  | 2012  | 2013  | 2014  | 2015  |
| --------- | ----- | ----- | ----- | ----- | ----- | ----- | ----- | ----- | ----- | ----- | ----- | ----- |
| Население | 19978 | 20302 | 19383 | 18963 | 18650 | 17385 | 17253 | 17262 | 17147 | 17013 | 17038 | 17130 |